# Профессор Том
«Профессор Том» (англ. Professor Tom) — тридцать седьмой короткометражный мультфильм из серии короткометражек «Том и Джерри». Спродюсировано 30 октября 1948 года, показан же был 8 января 1949 года.

## Сюжет
Том — профессор (всё при нём — и чёрная академическая шапочка, и указка), и у него единственный ученик — котёнок Топси. Том показывает первый и второй наглядный уроки на доске, гласящие «Мыши живут в норах» и «Коты гоняют мышей». Топси скучно, и он протяжно зевает. Том со строгим взглядом стучит указкой по доске, как бы говоря «Ну-ка соберись!» Том опять указывает на доску, но тут же приходит в ужас: его единственный ученик спит! Том опять стучит по доске указкой, и Топси, перевернувшись по кругу (так как он сел спиной вперед), снова «весь во внимании».
Том снова указывает на надпись мелом на доске, уже сделанную Джерри: «Мыши очень милые». Только тут преподаватель обнаруживает, что происходит что-то не то. Том уже было хватает Джерри, но тот останавливает кота и ужасно громко скрипит мелом по доске. Том не в силах переносить этот звук. Развязывается новая погоня. Том загоняет Джерри в угол и хватает мышонка, тот полагает, что погиб… но теперь уже Топси, в свою очередь, берёт мел и тоже скрипит им по доске, оглушая Тома. Том подбегает к Топси, отбирает у него мел, указывает на пункт «Коты гоняют мышей» и велит Топси гнаться за Джерри. Топси бежит вперед и не замечает Джерри, стоящего за углом. Но тут он понимает, где мышонок и подбегает к нему. Джерри предлагает Топси дружбу, и простодушный котенок Топси тут же соглашается. Том в ужасе кричит, и Топси вместе с Джерри тут же разыгрывают погоню, причём Джерри помогает Топси выбраться из разных мест, где он застревает. В один момент Топси поскальзывается на коврике (прихватив с собой Джерри) и врезается в стеклянную дверь душевой. Том тут же прибегает к месту действия и видит Топси, моющегося под душем. Том сыт по горло этим зрелищем и приказывает Топси выйти из душевой. Топси выходит, прикрывшись полотенцем, из-под которого случайно выходит Джерри. Том пытается схватить мыша, но тот убегает за спину Топси, стоящего за углом. Том прибегает к Топси и пытается разоблачить его как «укрывателя», но тщетно, так как Джерри хорошо прячется за Топси. Том уходит, ищет Джерри повсюду, и, заглянув в одну комнату, обнаруживает, что мышонок учит Топси всяким (для кота, конечно) глупостям, таким, как «Коты и мыши друзья; товарищи; приятели». Топси соглашается с наставлениями своего нового преподавателя. Том в ярости подбегает к мышу, и тут Джерри с помощью своей указки щекочет кота. Наконец, Джерри делает перерыв и дает указку Топси, и, как только Топси начинает щекотать Тома, тот перестает реагировать на щекотку, выбивает из рук Топси указку и вновь велит котенку ловить Джерри. Топси опять пробегает мимо Джерри, и в этот раз за Джерри уже гонится Том. Топси разворачивается и бежит им навстречу, и, только Джерри уже в лапах у Тома, как на Тома набегает Топси и несёт его на своей голове. Топси с Томом на голове продолжает погоню за Джерри и набегает на стол. Топси «пешком под стол идёт», а Том, сидящий на Топси, ударяется головой об верхнюю часть стола.
В погоне за Джерри Топси подбегает к узкому простенку и останавливается. Том дает ему вазу, и приказывает бить Джерри во время того, как Том будет гонять грызуна вокруг стены. Том гоняет Джерри по кругу, а Топси совсем не реагирует на погоню. Том повторяет свой приказ: указывает на вазу. а потом на Джерри — мол, бей же его! Но Топси все неправильно понимает, дает вазу Джерри и тот разбивает её об голову Тома. Мышонок скрывается в норе, и Том решает в буквальном смысле выкурить его из норы сигарой, лежавшей рядом. Том затягивает сигару и пускает дым внутрь, но слишком много затяжек в буквальном смысле заставляют его позеленеть, и тяжко отравленный Том облокачивается об стену. Из норы с прищепкой на носу выходит Джерри, и, как только на него бросается Том, мышонок дает ему снова нюхнуть сигару, и зачахнувший Том ложится на пол. Джерри пристраивает Тому под нос сигару и забегает за угол. Там его «ловит» Топси.
Том подбегает к Топси, видит, что мышь у него, и подбадривает своего ученика, как бы говоря «Молодец, мальчик, делаешь успехи! Ты поймал мышь!» Затем Том требует, чтобы Топси отдал ему пойманную мышь на расправу, но Топси отказывается. Том в шоке, а Топси отпускает Джерри на волю, и, когда Том бросается за мышом, Топси ставит ему подножку. Рассерженный Том начинает наказывать шлепками своего нерадивого ученика. Джерри возмущён таким обращением с ребёнком; суровый мышь берёт хвост Тома и ломает этот хвост об колено (!). Том подскакивает от боли, дав Топси шанс убежать. Джерри бежит от рассерженного кота по ковру, и Том свёртывает ковёр вдогонку за Джерри, с успехом закатав в него грызуна. Том берёт ковёр, бежит к бассейну, и хочет кинуть свёрнутый ковёр туда. Но Джерри успел выбраться, когда Том бежал к бассейну, поэтому он берёт ковёр с другого конца, насаживает на него Тома и кидает ковёр в бассейн. Джерри убегает в дом и вовремя закрывает дверь (о неё ударился бежавший за ним вдогонку Том). Том пытается зайти в дом со всех доступных мест, но тщетно. Тогда, Том решает протаранить чёрный ход.
Джерри сразу же убегает от двери. Топси подходит к двери, открывает её, и на него набегает Том. Том бежит через весь дом ко второму ходу, и Джерри натягивает спасательный круг на основания перил, сделав так называемую «рогатку». Том набегает на резиновую «рогатку» с такой силой, что она отбрасывает его прямо в почтовый ящик.
Сначала Джерри хочет дать Тому доской по заду, но Топси противится этому. Он нежно гладит седалище Тома, после чего забирает у Джерри доску… и сам наносит жестокий удар опостылевшему наставнику. Топси предпочитает, чтобы не Том, а Джерри впредь учил его жизни, и потому Топси надевает на мыша чёрную академическую шапочку, которую раньше носил кот. Новоиспеченные друзья — Джерри и котёнок Топси — идут по аллее.

## Факты
- Это — первое появление Топси в качестве домашнего кота.
- Эпизод, где Том пускает дым от сигары в нору Джерри, встречается также в ранее вышедшей серии «Охота на мышей» 1946 года, где вместо дыма был газ.
- Когда Джерри и Топси идут по аллее, в саундтреке «цитируется» мелодия из фильма «Волшебник страны Оз» «Мы к волшебнику идём».
- Топси и Джерри в этой серии победили.